# Менні Легасі
Менні Легасі (англ. Manny Legace, повн. ім'я Emmanuel „Manny” Legace; 4 лютого 1973, Торонто, Онтаріо) — канадський хокеїст, воротар.

## Ігрова кар'єра
Легасі був обраний Гартфорд Вейлерс Драфті НХЛ у восьмому раунді в 1993 році під номером 188, в цей час він грав за Ніагара Фоллс Тандер в хокейній лізі Онтаріо. У наступні роки він продовжував грати в нижчих лігах, в тому числі за «Спрингфілд Фелконс» 1994 і 1998 роках. У 1994 році він виграв в складі канадської збірної на зимових Олімпійських іграх, срібну медаль.
У 1997 році Гартфорд Вейлерс переїхав до Кароліни і стала виступати під назвою Кароліна Гаррікейнс. У 1998 році Менні переведений у Лос-Анджелес Кінгс, де він вперше зіграв в Національній хокейній лізі, але більшу частину сезону відстояв за фарм-клуб Лонг-Біч Айс Догс IHL. На початку сезону 1999/2000 Легак був вільним агентом і отримав контракт з Детройт Ред-Вінгс, але майже весь сезон провів з Манітоба Мус з IHL.
У наступні роки він отримав більше ігрової практики в НХЛ, але як і раніше залишився в тіні інших воротарів, таких як Кріс Осгуд, Домінік Гашек та Кертіс Джозеф. У 2002 році він виграв Кубок Стенлі з Детройтом. Під час локауту в НХЛ він грав в Росії за  «Хімік» Воскресенськ, але зіграв лише у двох матчах і решту сезону провів у себе вдома в місті Нові, штат Мічиган. На початку сезону 2005/06 він став, нарешті, № 1 «Детройт Ред-Вінгс» і виграв зі своєю командою регулярний чемпіонат, але в плей-оф програли в першому ж раунді «Едмонтон Ойлерс» 2:4.
Незважаючи на добру гру, новий контракт з ним не підписали. На початку серпня він підписав контракт з «Сент-Луїс Блюз». Він тут також став першим воротарем, але сезон 2006/07 не такий вдалий як попередній. Менні в грудні отримав струс мозку, а також йому в кінці лютого 2007 року зробили операцію на коліні. Його контракт не був продовжений. На початку 2008/09 Легасі втратив своє місце у воротах, 6 лютого 2009 «Сент-Луїс Блюз» оголосив, що Менні Легасі і Крістофера Голта обміняють на інших воротарів, зрештою Менні обміняли на Кріса Мейсона з Нешвілл Предаторс, який відіграв дуже сильний сезон. Сезон він закінчував у Пеорія Райвермен, а наступний провів за Кароліна Гаррікейнс, де отримав невелику ігрову практику, у 2010 році він переїхав до Ізерлона, де виступав за місцевий «Ізерлон Рустерс».
Влітку 2011 року перебував в тренувальному таборі Ванкувер Канакс, але не отримав пропозиції на підписання контракту. Сезон 2011/12 він почав виступати за «Сан-Антоніо Ремпедж» з АХЛ, а 4 січня 2012 року перейшов до «Спрінгфілд Фелконс» як вільний агент.

## Нагороди та досягнення
- 1993 Хокейна ліга Онтаріо All-Star
- 1993 золота медаль на чемпіонаті світу серед молодіжних команд
- 1993 All-Star команди чемпіонату світу серед молодіжних команд
- 1993 найкращий воротар молодіжного чемпіонату світу
- 1993 найкращий воротар ОХЛ
- 1993 Кубок Шпенглера 1993 All-Star
- 1994 срібна медаль на зимових Олімпійських іграх
- 1996 Пам'ятна нагорода База Бастьєна
- 2002 володар Кубка Стенлі у складі Детройт Ред-Вінгс
- 2008 Учасник матчу всіх зірок НХЛ